# Nova Catedral de Niterói
Nova Catedral Católica de Niterói é um templo católico da cidade de Niterói, RJ, Brasil.

A  igreja se tornará não apenas um marco religioso, mas também um ícone arquitetônico que impressionará e inspirará a todos que a contemplarem; situado às margens da Baía de Guanabara, em local privilegiado pela beleza.
A construção da Nova Catedral de Niterói foi idealizada em 1996, como parte do Caminho Niemeyer, pelo Arcebispo Dom Carlos Alberto Etchandy Gimeno Navarro, em substituição a atual Catedral de São João Batista Tendo em vista que a Arquidiocese de Niterói, administra mais de 78 paróquias distribuídas por 14 municípios do Estado do Rio de Janeiro.
Em outubro de 1997,  o projeto da Nova Catedral foi assinado pelo arquiteto Oscar Niemeyer  e apoiado pelo Prefeito Jorge Roberto Silveira, que doou o terreno em nome da cidade. 
No mesmo ano, foi apresentada a atualização do projeto por Dom Navarro e então abençoada pelo Papa João Paulo II, hoje São João Paulo II, em sua segunda visita ao Rio, quando o pontífice conheceu a planta e a maquete da catedral e abençoou a pedra fundamental da Nova Catedral de Niterói.
A pedra fundamental foi esculpida em 1999, marcando o início das obras do Caminho Niemeyer.
Por ocasião do falecimento de Dom Carlos Alberto Navarro, em 2003. O projeto foi arquivado pelo seu sucessor o Bispo Dom Frei Alano Maria O. P. Pena, que preferiu deixar arquivado, por ver que não era possível a viabilidade financeira do projeto. 
Em 2012, a pedido de Dom José Francisco o então prefeito Jorge Roberto Silveira, doou o terreno novamente para a nova catedral, fazendo com que os esforços pela sua construção fossem retomados. 
Durante JMJ 2013 o Arcebispo de Niterói Dom José Francisco, apresentou o projeto ao Papa Francisco, que o abençoou. 
No dia 12 de outubro de 2014, foi entronizada a pedra de inicio das obras de terraplanagem.  A prefeitura incluiu um acréscimo de mais um ano, caso a obra tivesse atraso. 
A Capela São João Paulo II, inaugurada em 13 de abril de 2015, no terreno ao lado onde será erguida a Nova Catedral São João Batista.
Em março de 2016, começaram as obras de fundação da construção da Nova Catedral de Niterói. A partir desse ponto, o projeto ganhou impulso e avançou significativamente.
Em 2019, a fundação foi concluída, marcando um marco importante na construção da catedral. A partir daí, a estrutura começou a ganhar forma, com a construção da laje e dos suportes dos arcos.
Em 2022, a fase final da etapa de construção foi concluída, incluindo os complementos das paredes estruturais, o caminho da gratidão, a parede do presbitério e a parede do coral.
Em março de 2023, uma celebração solene marcou a apresentação do bispo Auxiliar Dom Geraldo de Paula Souza como o responsável pela coordenação geral da obra da nova catedral. Ainda em março, foi realizada a montagem do Caminho da Gratidão, e em outubro, foi entregue metade do Caminho da Gratidão, utilizando um volume de concreto estimado em 400 m³.
Em março de 2024, teve início a concretagem dos 17 panos de laje, marcando mais um avanço significativo na construção da nova catedral.
A Nova Catedral de Niterói é um marco arquitetônico e espiritual para a cidade e para a Arquidiocese, representando não apenas uma estrutura física imponente, mas também um símbolo de fé e gratidão da comunidade católica local.
Atualmente, a construção continua avançando, com a concretagem dos 17 panos de laje em março de 2024, representando mais um passo importante rumo à conclusão da Nova Catedral de Niterói. A comunidade tem se engajado ativamente no projeto, demonstrando sua devoção e apoio à construção deste marco arquitetônico e espiritual na cidade.
A construção da nova catedral em Niterói representa um marco arquitetônico e religioso na cidade. Com um projeto grandioso, a igreja está sendo erguida para se tornar um símbolo de fé e beleza, além de oferecer um espaço de contemplação e espiritualidade para a comunidade local e visitantes. Com dimensões impressionantes e uma estrutura sólida, a nova catedral promete ser um ponto de referência na paisagem urbana de Niterói.

### Dimensões Monumentais:
O monumento é uma obra escultural única, com impressionantes 75 metros de altura. Ele sustenta uma imponente cúpula de 60 metros de diâmetro, que se destaca majestosamente no horizonte. No topo da igreja, uma cruz em aço com 10 metros de altura adiciona um toque de grandiosidade.
Cada pilar da igreja é projetado para suportar uma carga massiva de aproximadamente 8.500 toneladas. Essa carga é distribuída em 10 estacas escavadas, cada uma com um diâmetro de 1,50 metros e profundidade de 50 metros por pilar. Essa base sólida e robusta garante a estabilidade e a segurança do monumento, mesmo diante das condições mais adversas.
Para a sustentação da laje do piso serão executadas 21 estacas tipo raiz com diâmetro de 50cm, 128 estacas tipo hélice com diâmetro de 60cm e 16 estacas tipo hélice com diâmetro de 80cm.
A Nova Catedral tem capacidade para 5.000 pessoas
Além de um espaço grandioso para celebrações, a Nova Catedral, também, oferecerá diversos serviços à comunidade, como evangelização e assistência social.

#### "Caminho da Gratidão": A Contribuição dos Fiéis para a Nova Catedral de Niterói
Desde o seu início em 2016, a campanha de contribuição dos fiéis para a construção da Nova Catedral de Niterói tem sido marcada pela criação do "Caminho da Gratidão". Nessa iniciativa, os participantes têm a oportunidade de deixar sua marca na história, recebendo uma placa personalizada em nome do contribuinte ou da família.
Ao longo dos anos, o "Caminho da Gratidão" irá se transformar em uma galeria de reconhecimento, com placas de cristal que homenageiam os colaboradores da construção da Nova Catedral. Essa campanha não apenas arrecadou fundos essenciais para o progresso da obra, mas também fortaleceu o vínculo entre a comunidade e a igreja, demonstrando o apoio e a devoção dos fiéis ao projeto.
Durante esses anos, diversos passos serão dados em direção à conclusão da campanha. Um marco importante será a concretagem da metade da estrutura, com 17 panos de laje finalizados, representando o engajamento de todos os fiéis da Arquidiocese.
Cada placa no "Caminho da Gratidão" não apenas simboliza uma contribuição financeira, mas também reflete o espírito de união e solidariedade que impulsionou essa campanha monumental. O "Caminho da Gratidão" será mais do que uma simples galeria, será um símbolo da fé e da generosidade da comunidade de Niterói. Será um testemunho da capacidade de transformação e da força da união em prol de um objetivo comum. E, à medida que a construção da Nova Catedral avança, cada placa no "Caminho da Gratidão" brilhará como um lembrete duradouro do poder da colaboração e da gratidão.